# Pierre du Bigot

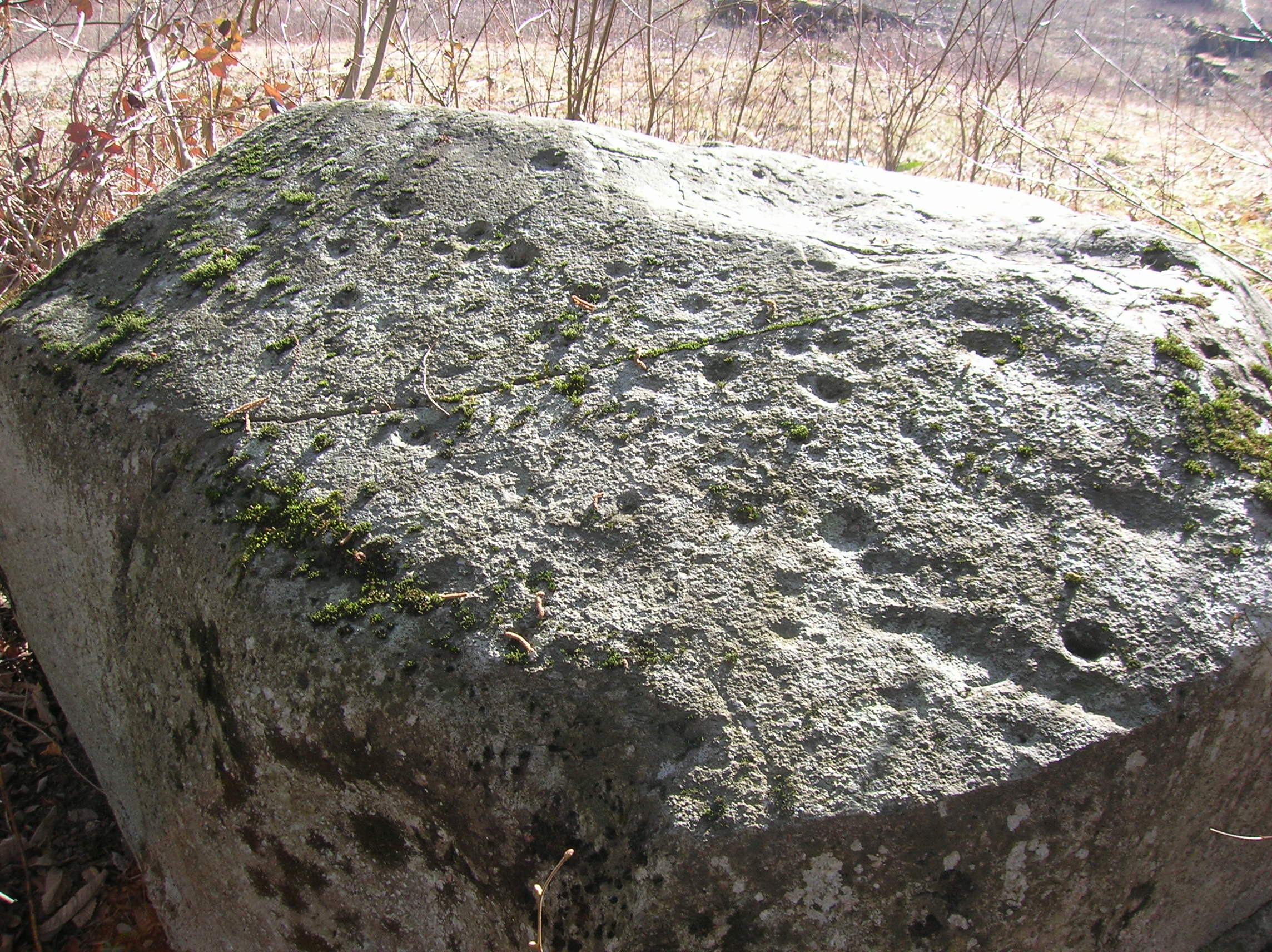
Pierre du Bigot, hameau du Bigot, Saint-Martin-d'Hères, Isère, France

La pierre du Bigot est un bloc erratique d'origine glaciaire, gravé de petites cupules entre 7000 et 4000 av. J.-C., à l'époque du Néolithique. Il se trouve dans une propriété privée du hameau du Bigot, sur la colline du Mûrier, à Saint-Martin-d'Hères, près de Grenoble, en Isère.

## Historique
La pierre du Bigot a été découverte par l'archéologue et ethnographe Hippolyte Müller le 12 mars 1911, qui en a informé la société préhistorique française dans sa séance du 23 mars suivant.
Elle fut exposée au Musée dauphinois.

## Description
Hippolyte Müller l'a décrite « aux angles arrondis, aux dimensions de deux mètres de long sur un mètre cinquante de hauteur. En granit rosé, micaschisteux, son volume est de quatre mètres cubes. Elle se caractérise par quarante-six cupules creusées sur sa surface plane. »